# Feuerwehr Bottrop
Die Feuerwehr Bottrop ist eine kommunale Behörde der Stadt Bottrop. Sie besteht aus einer im Juni 1922 gegründeten Berufsfeuerwehr und acht ab 1886 gegründeten Freiwilligen Feuerwehren. Sie untersteht als Fachbereich „Feuerwehr“ dem Dezernat III: „Rechts-, Sicherheits- und Ordnungsverwaltung, Jugend- und Schulverwaltung, Bürgerbüro“. Die Feuerwehr übernimmt Aufgaben im Bereich des Brandschutzes, der Technischen Hilfeleistung und des Rettungsdienstes. Der oberste Dienstherr der Feuerwehr Bottrop ist der Oberbürgermeister der Stadt Bottrop.

## Aufgaben
Zu den Aufgaben der Feuerwehr Bottrop gehören:
- Brandschutz und Technische Hilfeleistung
- Einsatzplanung und Notfallpläne
- Rettungsdienst
- Zivil- und Katastrophenschutz
- Vorbeugender Brand- und Gefahrenschutz
- Betrieb einer Leitstelle für Brandschutz, technische Hilfeleistung und Rettungsdienst

## Berufsfeuerwehr
Am 24. Juni 1922 wurde in der „Ortssatzung über die Einrichtung des Feuerlöschwesens in der Stadtgemeinde Bottrop“ erstmals die Gründung einer Berufsfeuerwehr beschlossen. Am 1. Dezember 1922 trat mit Theo Breuer die erste hauptberufliche Einsatzkraft in Bottrop ihren Dienst an. Es folgten sieben weitere Kräfte. Die neue Hauptwache an der Moltkestraße wird 1923 in Betrieb genommen.
Nach dem Zweiten Weltkrieg übernahm Brandingenieur Willi Seidel die Leitung der Feuerwehr Bottrop. 1953 überschritt Bottrop die Einwohnerzahl von 100.000 und wurde damit Großstadt.
Im Jahr 1960 entsprachen die vorhandenen Planstellen nicht mehr der erforderlichen Stärke einer Berufsfeuerwehr. Die Stadt Bottrop stellte daraufhin den Antrag auf Befreiung von der Pflicht zu Einrichtung einer Berufsfeuerwehr. Diesem Antrag wurde am 27. Juli 1962 unter Auflagen stattgegeben. Damit galt die Feuerwehr Bottrop fortan als Freiwillige Feuerwehr mit hauptamtlichen Kräften.
Im Jahr 1967 bestand die Feuerwehr Bottrop aus 47 hauptamtlichen und 220 Freiwilligen Feuerwehrleuten. In der Hauptfeuerwache an der Moltkestraße hinter dem Rathaus waren die Berufsfeuerwehrleute und die Ortswehr Altstadt untergebracht. Daneben gab es noch Feuerwehrhäuser in Bottrop-Boy, Bottrop-Eigen, Bottrop-Fuhlenbrock und Bottrop-Vonderort.
1969 löste Branddirektor Wolfgang Liebald Willy Seidel als Leiter der Feuerwehr ab. Unter seiner Leitung wurde 1972 die heutige Feuer- und Rettungswache 1 an der Hans-Sachs-Straße errichtet. Hier befinden sich die integrierte Leitstelle und die Büros der einzelnen Abteilungen. Die Feuerwehr setzte sich zu diesem Zeitpunkt aus 62 Berufskräften und 208 freiwilligen Kräften zusammen.
Im Jahr 1975 wurde im Rahmen der kommunalen Neugliederung Bottrop mit Kirchhellen und Gladbeck zur neuen Stadt Bottrop zusammengefasst. Nach der Klage der Stadt Gladbeck blieb nur der Zusammenschluss der Gemeinde Kirchhellen und der Stadt Bottrop, um die Zerschlagung beider Gemeinden zu vermeiden. Da das neue Feuerschutz- und Hilfeleistungsgesetz in NRW kreisfreie Städte zur Einrichtung einer Berufsfeuerwehr verpflichtete, verfügte Bottrop ab dem Jahr 1976 formal wieder über eine Berufsfeuerwehr.
1990 wurde Branddirektor Heinz-Jürgen Banner neuer Leiter der Feuerwehr Bottrop.
Im Jahr 1992 wurde ein Anbau mit acht Stellplätzen für die Rettungsdienstfahrzeuge, Ruhe- und Büroräumen und einem neuen Leitstellenbereich in Betrieb genommen.
Seit 2010 leitet Leitender Branddirektor Kim Heimann die Feuerwehr Bottrop. Heute gliedert sich die Berufsfeuerwehr Bottrop in die vier Abteilungen Einsatz, Service, Prävention und Verwaltung und verfügt über zwei Feuer- und drei Rettungswachen.
An der Feuer- und Rettungswache 1 sind im 24-Stunden Einsatzdienst zwei Führungsfahrzeuge, zwei Hilfeleistungslöschfahrzeuge HLF 20, eine Drehleiter DLK 23-12, ein Großtanklöschfahrzeug GTLF 8000 sowie zwei Wechselladerfahrzeuge durch die Berufsfeuerwehr besetzt. Weitere Sonderfahrzeuge können bei Bedarf eingesetzt werden.
Aufgrund des gestiegenen Raumbedarfs und des hohen Sanierungsbedarfs der Gebäude wird derzeit ein Neubau einer Hauptfeuerwache geplant. Der Rat der Stadt Bottrop hat beschlossen, diese an der Josef-Albers-Str. zu bauen.
An der Feuer- und Rettungswache 2 in Kirchhellen besetzen vier Feuerwehrbeamte tagsüber ein Hilfeleistungslöschfahrzeug und zwei Beamte eine Drehleiter. Nach Ende der Tagschicht, an den Wochenenden oder bei Personalengpässen auch tagsüber, werden die Fahrzeuge der Berufsfeuerwehr auch durch die Mitglieder der Freiwilligen Feuerwehr Kirchhellen besetzt. Bei großen Unwetterlagen werden die ehrenamtlichen Drehleitermaschinisten aus Kirchhellen auch zusätzlich eingesetzt, um die Reserveleiter 1-DLK-2 zu besetzen.
Auch die Feuer- und Rettungswache 2 soll neu gebaut werden. In einmaliger Weise teilen sich hier haupt- und ehrenamtliche Feuerwehrkräfte die Räumlichkeiten und Fahrzeuge. Hierfür wurde bereits ein Grundstück gekauft, und der erste Spatenstich soll im Spätsommer 2025 erfolgen. Die Einweihung des neuen Gebäudes wird für das Jahr 2027  angestrebt.
| Wache    | Art                      | Standort                             |
| -------- | ------------------------ | ------------------------------------ |
| Wache I  | Feuer- und Rettungswache | Hans-Sachs-Str. 78–80, 46236 Bottrop |
| Wache II | Feuer- und Rettungswache | Schulstr. 15, 46244 Bottrop          |

### Rettungsdienst
Zur Wahrnehmung der Aufgaben im Rettungsdienst und im Krankentransport rücken von drei Standorten Fahrzeuge aus.
An der Feuer- und Rettungswache 1 sind rund um die Uhr zwei Rettungswagen durch Kräfte der Berufsfeuerwehr besetzt. Ein weiterer Rettungswagen wird zur Spitzenabdeckung durch Kräfte aus dem Brandschutzbereich besetzt. Des Weiteren ist ein Notarzteinsatzfahrzeug rund um die Uhr und eines von 07:30 Uhr bis 19:30 Uhr im Einsatz.
Im Krankentransport sind drei Krankentransportwagen in unterschiedlichen Tagesphasen besetzt.
An der Feuer- und Rettungswache 2 ist ein Rettungswagen rund um die Uhr durch die Berufsfeuerwehr besetzt.
Die Rettungswache 3 wurde im Jahr 2020 offiziell eingeweiht. Hier besetzt das Deutsche Rote Kreuz einen Rettungswagen von 07:30 Uhr bis 19:30 Uhr sowie einen Krankentransportwagen rund um die Uhr.
| Wache     | Art                      | Standort                             |
| --------- | ------------------------ | ------------------------------------ |
| Wache I   | Feuer- und Rettungswache | Hans-Sachs-Str. 78–80, 46236 Bottrop |
| Wache II  | Feuer- und Rettungswache | Schulstr. 15, 46244 Bottrop          |
| Wache III | DRK Rettungswache        | Siemensstraße 32, 46238 Bottrop      |

## Freiwillige Feuerwehr
Insgesamt gibt es acht Freiwillige Feuerwehren, welche auch als Ortswehren bezeichnet werden. Die erste Freiwillige Feuerwehr wurde bereits 1886 in der damals noch eigenständigen Gemeinde Kirchhellen gegründet. 1891 wurde mit der heutigen Freiwillige Feuerwehr Bottrop-Altstadt die erste Freiwillige Feuerwehr in Alt-Bottrop gegründet. Es folgten die Freiwilligen Feuerwehren Bottrop-Boy (1904), Bottrop-Eigen (1925), Bottrop-Fuhlenbrock und Bottrop-Vonderort (beide 1935) sowie Kirchhellen-Grafenwald und Kirchhellen-Feldhausen (beide 1940).
Die Freiwilligen Feuerwehren im Wachkreis 1 (Alt-Bottrop) werden in ihrem Ausrückebereich ab einer bestimmten Alarmstufe zeitgleich mit der Berufsfeuerwehr alarmiert, um das Schutzziel 2 zu erfüllen.
Im Wachkreis 2 (Altkirchhellen) werden die ehrenamtlichen Feuerwehrleute außerhalb der Tagesverfügbarkeit der FRW 2 auch bei Kleineinsätzen alarmiert, außerdem haben die Ehrenamtlichen in Kirchhellen und Feldhausen die Aufgabe übernommen, das Schutzziel 1 zu erfüllen.
Zudem werden die Freiwilligen Feuerwehren zur Unterstützung bei personalintensiven Einsätzen auch außerhalb ihres Ausrückebereichs gerufen, Alarmierungen erfolgen zudem zu zugeteilten Spezialaufgaben, beispielsweise Einsatzstellenverpflegung, Dekontamination, GSG-Großeinsätze, Wasserversorgung, Besetzung der dritten DLK auf der Hauptwache bei Sturmlagen oder Logistikaufgaben.
Ist der Löschzug der Berufsfeuerwehr an Einsatzstellen längerfristig gebunden, stellt die Freiwillige Feuerwehr während dieses Einsatzes den Grundschutz für weitere Einsätze im Stadtgebiet sicher. Dies wird im Regelfall durch die Freiwilligen Feuerwehren Bottrop-Altstadt sowie Kirchhellen (Drehleitern) sichergestellt. Wenn diese Ortswehren bereits gebunden sind, übernehmen andere Stadtteilfeuerwehren den Grundschutz.
An die Freiwillige Feuerwehr sind ein Musik- und ein Spielmannszug angegliedert.
| Feuerwehrhaus             | Nummer | Standort                                |
| ------------------------- | ------ | --------------------------------------- |
| Ortswehr Bottrop-Altstadt | 11     | Hans-Sachs-Str. 78–80, 46236 Bottrop    |
| Ortswehr Boy              | 12     | Wilhelm-Tenhagen-Str. 21, 46240 Bottrop |
| Ortswehr Eigen            | 13     | Am Schlangenholt 21, 46240 Bottrop      |
| Ortswehr Fuhlenbrock      | 14     | Gorch-Fock-Str. 25, 46242 Bottrop       |
| Ortswehr Vonderort        | 15     | Am Wienberg 16III, 46240 Bottrop        |
| Ortswehr Kirchhellen      | 16     | Schulstr. 15, 46244 Bottrop             |
| Ortswehr Grafenwald       | 17     | Heimersfeld 5, 46244 Bottrop            |
| Ortswehr Feldhausen       | 18     | Kapellenstr. 34, 46244 Bottrop          |

### Jugendfeuerwehr
Zur Nachwuchssicherung der Freiwilligen Feuerwehren wurde im Jahr 1972 die Jugendfeuerwehr Bottrop ins Leben gerufen. Diese besteht aus 100 Mitgliedern in fünf einzelnen Jugendfeuerwehrgruppen mit eigenem Feuerwehrhaus und eigenem Fahrzeugpark an der Feuer- und Rettungswache 1.